# Верхний Миглас
Верхний Миглас — река в России, протекает по Архангельской области. Устье реки находится в 52 км по правому берегу реки Ваймуга. Длина реки составляет 15 км.

## Происхождение названия
А. К. Матвеев считает название балтийским по происхождению и сравнивает его с лит. migla — «мгла, туман».

## Данные водного реестра
По данным государственного водного реестра России относится к Двинско-Печорскому бассейновому округу, водохозяйственный участок реки — Северная Двина от впадения реки Вага и до устья, без реки Пинега, речной подбассейн реки — Северная Двина ниже места слияния Вычегды и Малой Северной Двины. Речной бассейн реки — Северная Двина.
Код объекта в государственном водном реестре — 03020300412103000034093.